# 丽斑湍蛙
丽斑湍蛙（学名：Amolops formosus），一种分布于印度北部、孟加拉国北部、尼泊尔和中国西藏自治区吉隆县的两栖动物，隶属于蛙科湍蛙属。模式产地为印度卡西丘陵。2020年中国研究人员在西藏吉隆发现的两栖动物新种吉隆湍蛙（Amolops gyirongensis），2022年被认定为是本种的次定同物异名。

## 形态特征
体型较大，身体背面为亮绿色，具较密集的深棕色不规则大斑点，四肢背面具深棕红色横纹；腹面黄白色，无斑，肘关节内侧、胯部、膝关节内侧的周围带浅天蓝色。 